# Lemmatophoropsis sibirica

Lemmatophoropsis sibirica (лат.) — ископаемый вид насекомых, единственный в составе монотипического рода Lemmatophoropsis из семейства Chaulioditidae (отряд Grylloblattida). Пермский период (Бабий Камень, ярус Мальцева, чансинский ярус, возраст находки 252—254 млн лет), Россия, Кемеровская область (54,4° N; 87,5° E).
Сестринские таксоны рода Lemmatophoropsis: Chauliodites, Dvinopedes, Yontala, Miralioma, Klyazmia, Parachauliodites, Permyak, Purtovinia. Вид был впервые описан в 1935 году по ископаемым отпечаткам.